# Río Une-Ubat
El río Une-Ubat (del ruso: Уне-Убат) es un río del krai de Krasnodar y la república de Adiguesia, en Rusia, afluente por la izquierda del río Chibi, a su vez tributario del Kubán.

## Curso
Nace unos pocos kilómetros al este de Kaluzhskaya (44°43′48″N 39°01′51″E / 44.73000, 39.03083). En sus 25 km de curso, en dirección en general al norte, atraviesa las localidades de Krasnoarmeiski (orilla izquierda), Novomogiliovski (derecha) y Shendzhi (izquierda). Su principal afluente es el río Gonobat (Гонобат), nombre por el que también es conocido. Desemboca en el Chibi en Shendzhi (44°52′41″N 39°04′24″E / 44.87806, 39.07333).